# Crotalaria varicosa
Crotalaria varicosa är en ärtväxtart som beskrevs av Roger Marcus Polhill. Crotalaria varicosa ingår i släktet sunnhampor, och familjen ärtväxter. Inga underarter finns listade i Catalogue of Life.